# Brudnopis
Brudnopis, brulion – rodzaj notesu służący do zapisywania notatek „na brudno”, czyli w sposób nieoficjalny; również tekst napisany „na brudno”.
Notatki takie są przeznaczone tylko dla piszącego, więc nie są one zbyt rozbudowane. Często charakteryzują się prostym stylem. Niekiedy brudnopis jest stosowany do zapisywania tekstów przed ich przepisaniem „na czysto”. Bywa czasem zbiorem prostych rysunków i szkiców.
Najczęściej spotyka się bruliony 60, 86 i 96-kartkowe.